# Hiệp ước Hay–Herrán

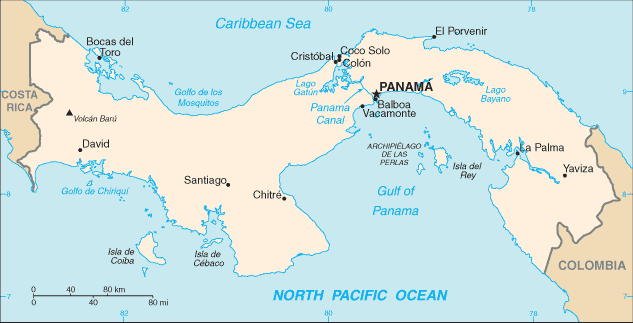
Bản đồ Panama, với Kênh đào Panama

Hiệp Ước Hay–Herrán (Hay–Herrán Treaty) là một bản một hiệp ước được ký kết vào ngày 22 tháng 1 năm 1903 giữa Bộ trưởng Ngoại giao Hoa Kỳ John M. Hay với Tham tán Colombia tại Hoa Kỳ là Tomás Herrán. Hiệp ước này cho phép Hoa Kỳ thuê 6 dặm vuông dọc theo Eo đất Panama với thời hạn 100 năm, với mức giá 10 triệu USD. Hằng năm Hoa Kỳ phải trả cho Colombia khoản tiền 250000 USD, và tất cả phải được trả bằng những đồng xu bằng vàng. Chủ quyền trên vùng đất thuê hoàn toàn thuộc về Hoa Kỳ. Tuy nhiên hiệp ước này lại bị Quốc hội Colombia từ chối phê chuẩn vào ngày 12/8/1903. Vì vậy hiệp ước này trên thực tế không được thực thi.
Việc bản hiệp ước không được thực thi theo như giới quan sát sau này cho rằng chủ yếu là vì Herrán đã tiến hành đàm phán và ký kết hiệp ước mà thiếu sự giám sát đầy đủ từ chính phủ hoặc cơ quan lập pháp Colombia. Ngoài ra các nhà nghiên cứu cũng đã chỉ ra rằng những chính trị gia và nghị sĩ Colombia phát hiện ra rằng mức giá 10 triệu USD là quá nhỏ, vì Hoa Kỳ lúc đó đã sẵn sàng trả đến 40 triệu USD để mua lại Công ty Kênh Đào Panama cùng với trang thiết bị phục vụ xây dựng và khai thác tại đó.
Chính phủ Hoa Kỳ trái với mong đợi của Colombia đã không hề có ý định tái đàm phán với Colombia. Trái lại Hoa Kỳ nhanh chóng hỗ trợ về mặt chính trị lẫn quân sự cho kế hoạch nổi dậy ở Panama, mà sau đó đã dẫn đến sự độc lập của Panama khỏi nhà nước Colombia và khởi động tiến trình xây dựng Kênh đào Panama.